# (36522) 2000 QZ79
2000 QZ79 (asteroide 36522) é um asteroide da cintura principal. Possui uma excentricidade de 0.17352860 e uma inclinação de 4.60841º.
Este asteroide foi descoberto no dia 24 de agosto de 2000 por LINEAR em Socorro.